# ジェイソン・カラカニス
ジェイソン・マッケイブ・カラカニス（Jason McCabe Calacanis、1970年11月28日 - ）は、アメリカの情報テクノロジー分野の起業家、エンジェル投資家であり、作家、ブロガー。人気の週刊ビデオ番組、「ディス・ウィーク・イン・スタートアップス」のホスト、また起業家と投資家を橋渡しするテクノロジー系カンファレンスを数多く創立してきた。シリコンバレー・サンフランシスコ最大級のカンファレンスであるLAUNCH Festivalのホスト。シリコンバレーの著名なベンチャーキャピタル、セコイア・キャピタルの「スカウト」メンバー。メディアにも頻繁に登場している。後にユニコーン企業となる数々のスタートアップにエンジェル投資を行っている。主な投資先は、Uber、Robinhood、Thumbtackなど。日本人起業家の内藤聡が設立したAnyplace社にも出資をしている。。
カリフォルニア州サンフランシスコ在住。

## 来歴

### ウェブログス、ネットスケープ
2003年9月24日に、ブログネットワークのウェブログズを、マーク・キューバンからの投資を受け、Brian Alveyと共に創業。2005年10月に、Time Warner's America Online社が、ウェブログズを$25-30Mで買収した。
2006年11月に、ウェブログズのCEOと、ネットスケープ社のジェネラル・マネージャーを辞任する。

### セコイア・キャピタル
2006年12月から2007年5月まで、米国ベンチャーキャピタルのセコイア・キャピタルにEIA (entrepreneur in action)として関わる。

### Mahalo.com
2007年5月、Mahalo.comを設立。$20Mの投資を、セコイア・キャピタル、News Corp、CBS, マーク・キューバン、イーロン・マスクなどから集める。全盛期は、世界で1410万人、米国で740万人のマンスリー・ユニーク・ユーザーを集めるものの、2014年に閉鎖。後のInside.com。

### エンジェル投資
2009年に、エンジェル投資家と、アーリーステージのスタートアップを繋げるOpen Angel Forumを立ち上げる。当時、有料のピッチイベントに疑問を抱いていたカラカニスは、スタートアップはエンジェル投資家にピッチをするのに、料金を払う必要はないと考え、このフォーラムを設立した。
彼の主催するLAUNCHカンファレンスで見出されたスタートアップに投資をするため、$10MのファンドをDavid Sacksなどからの出資を受け、立ち上げる。LAUNCHカンファレンスの成功に伴い、カンファレンス経由で、$25,000から$100,000のの資金を毎年5社から10社に投資をしている。

### ThisWeekIn
ThisWeekInStartups.com (TWiSt)はジェイソン・カラカニスが主催する、スタートアップ界最大のビデオショーのひとつである。

### LAUNCH Conference
新しいスタートアップの発掘を目的に、Launch Festivalというカンファレンスを主催している。

## 著書
- 『エンジェル投資家』日経BP社 2018年 滑川 海彦、高橋 信夫翻訳。ISBN 978-4822255725。原著 Angel: How to Invest in Technology Startups Harper Business, 2017 ISBN 9780062560704